# Gran Premio di superbike del Mugello 1994
Il Gran Premio di Superbike del Mugello 1994 è stata la nona prova su undici del Campionato mondiale Superbike 1994, è stato disputato il 25 settembre sul Mugello e ha visto la vittoria di Scott Russell in gara 1, mentre la gara 2 è stata vinta da Carl Fogarty.
Per quanto sia stato disputato su un circuito italiano, la gara valeva come prova disputata a San Marino.

## Risultati

### Gara 1

#### Arrivati al traguardo[3]
| Pos. | Nº  | Pilota               | Motocicletta | Tempo     | Griglia | Punti |
| ---- | --- | -------------------- | ------------ | --------- | ------- | ----- |
| 1º   | 1   | Scott Russell        | Kawasaki     | 39:07.526 | 2º      | 20    |
| 2º   | 2   | Carl Fogarty         | Ducati       | +0:03.980 | 1º      | 17    |
| 3º   | 82  | Troy Corser          | Ducati       | +0:07.184 | 4º      | 15    |
| 4º   | 3   | Aaron Slight         | Honda        | +0:07.759 | 5º      | 13    |
| 5º   | 4   | Fabrizio Pirovano    | Ducati       | +0:10.601 | 7º      | 11    |
| 6º   | 11  | Andreas Meklau       | Ducati       | +0:10.696 | 9º      | 10    |
| 7º   | 15  | Paolo Casoli         | Yamaha       | +0:17.926 | 6º      | 9     |
| 8º   | 69  | James Whitham        | Ducati       | +0:21.370 | 12º     | 8     |
| 9º   | 37  | Simon Crafar         | Honda        | +0:21.411 | 8º      | 7     |
| 10º  | 6   | Piergiorgio Bontempi | Kawasaki     | +0:45.494 | 10º     | 6     |
| 11º  | 23  | Doug Polen           | Honda        | +0:45.640 | 14º     | 5     |
| 12º  | 40  | Serafino Foti        | Ducati       | +0:47.288 | 17º     | 4     |
| 13º  | 9   | Christer Lindholm    | Yamaha       | +0:47.442 | 21º     | 3     |
| 14º  | 99  | Massimo Meregalli    | Yamaha       | +0:50.741 | 11º     | 2     |
| 15º  | 7   | Stéphane Mertens     | Ducati       | +0:54.943 | 16º     | 1     |
| 16º  | 33  | Brian Morrison       | Honda        | +0:55.395 | 18º     |       |
| 17º  | 0   | Virginio Ferrari     | Ducati       | +1:06.159 | 19º     |       |
| 18º  | 49  | Andrea Perselli      | Ducati       | +1:14.535 | 22º     |       |
| 19º  | 14  | Jeffry de Vries      | Yamaha       | +1:15.848 | 28º     |       |
| 20º  | 59  | Mauro Moroni         | Kawasaki     | +1:19.135 | 31º     |       |
| 21º  | 73  | Árpád Harmati        | Yamaha       | +1:22.580 | 35º     |       |
| 22º  | 60  | Udo Mark             | Ducati       | +1:22.933 | 23º     |       |
| 23º  | 38  | Gianmaria Liverani   | Honda        | +1:23.139 | 25º     |       |
| 24º  | 43  | Eric Maillard        | Honda        | +1:51.177 | 29º     |       |
| 25º  | 104 | Luca Ruggeri         | Ducati       | +2:01.263 | 32º     |       |
| 26º  | 102 | Herbert Köppel       | Kawasaki     | +1 giro   | 36º     |       |

#### Ritirati
| Nº | Pilota              | Motocicletta | Giri     | Griglia |
| -- | ------------------- | ------------ | -------- | ------- |
| 52 | Jochen Schmid       | Kawasaki     | +2 giri  | 15º     |
| 10 | Mauro Lucchiari     | Ducati       | +8 giri  | 3º      |
| 58 | Aldeo Presciutti    | Ducati       | +10 giri | 37º     |
| 36 | Valerio Destefanis  | Ducati       | +11 giri | 20º     |
| 17 | Fabrizio Furlan     | Ducati       | +13 giri | 26º     |
| 71 | Marcel Kellenberger | Kawasaki     | +13 giri | 34º     |
| 48 | Camillo Mariottini  | Ducati       | +17 giri | 27º     |
| 32 | Stefano Caracchi    | Ducati       | +18 giri | 33º     |
| 8  | Terry Rymer         | Kawasaki     | +20 giri | 13º     |

### Gara 2

Il ducatista Carl Fogarty sul gradino più alto del podio al termine della seconda gara di questo GP

#### Arrivati al traguardo[4]
| Pos. | Nº  | Pilota               | Motocicletta | Tempo     | Griglia | Punti |
| ---- | --- | -------------------- | ------------ | --------- | ------- | ----- |
| 1º   | 2   | Carl Fogarty         | Ducati       | 39:12.621 | 1º      | 20    |
| 2º   | 3   | Aaron Slight         | Honda        | +0:06.122 | 5º      | 17    |
| 3º   | 10  | Mauro Lucchiari      | Ducati       | +0:11.290 | 3º      | 15    |
| 4º   | 69  | James Whitham        | Ducati       | +0:29.164 | 12º     | 13    |
| 5º   | 4   | Fabrizio Pirovano    | Ducati       | +0:29.223 | 7º      | 11    |
| 6º   | 6   | Piergiorgio Bontempi | Kawasaki     | +0:29.304 | 10º     | 10    |
| 7º   | 23  | Doug Polen           | Honda        | +0:29.481 | 14º     | 9     |
| 8º   | 52  | Jochen Schmid        | Kawasaki     | +0:30.343 | 15º     | 8     |
| 9º   | 37  | Simon Crafar         | Honda        | +0:30.817 | 8º      | 7     |
| 10º  | 99  | Massimo Meregalli    | Yamaha       | +0:42.353 | 11º     | 6     |
| 11º  | 33  | Brian Morrison       | Honda        | +0:43.251 | 18º     | 5     |
| 12º  | 9   | Christer Lindholm    | Yamaha       | +0:43.386 | 21º     | 4     |
| 13º  | 14  | Jeffry de Vries      | Yamaha       | +1:02.349 | 28º     | 3     |
| 14º  | 7   | Stéphane Mertens     | Ducati       | +1:02.952 | 16º     | 2     |
| 15º  | 59  | Mauro Moroni         | Kawasaki     | +1:10.769 | 31º     | 1     |
| 16º  | 73  | Árpád Harmati        | Yamaha       | +1:10.867 | 35º     |       |
| 17º  | 38  | Gianmaria Liverani   | Honda        | +1:27.040 | 25º     |       |
| 18º  | 43  | Eric Maillard        | Honda        | +1:32.224 | 29º     |       |
| 19º  | 71  | Marcel Kellenberger  | Kawasaki     | +1:32.620 | 34º     |       |
| 20º  | 102 | Herbert Köppel       | Kawasaki     | +2:17.537 | 36º     |       |
| 21º  | 104 | Luca Ruggeri         | Ducati       | +1 giro   | 32º     |       |

#### Ritirati
| Nº | Pilota             | Motocicletta | Giri     | Griglia |
| -- | ------------------ | ------------ | -------- | ------- |
| 1  | Scott Russell      | Kawasaki     | +4 giri  | 2º      |
| 49 | Andrea Perselli    | Ducati       | +11 giri | 22º     |
| 58 | Aldeo Presciutti   | Ducati       | +11 giri | 37º     |
| 0  | Virginio Ferrari   | Ducati       | +15 giri | 19º     |
| 40 | Serafino Foti      | Ducati       | +16 giri | 17º     |
| 17 | Fabrizio Furlan    | Ducati       | +16 giri | 26º     |
| 36 | Valerio Destefanis | Ducati       | +16 giri | 20º     |
| 82 | Troy Corser        | Ducati       | +16 giri | 4º      |
| 15 | Paolo Casoli       | Yamaha       | +18 giri | 6º      |
| 48 | Camillo Mariottini | Ducati       | +18 giri | 27º     |
| 60 | Udo Mark           | Ducati       | +18 giri | 23º     |
| 32 | Stefano Caracchi   | Ducati       | +19 giri | 33º     |